# Albert Zweifel
Albert Zweifel (* 7. Juni 1949 in Rüti) ist ein ehemaliger Schweizer Radsportler, der vor allem im Querfeldeinradsport (heutige Bezeichnung Cyclocross) aktiv war. Er war der erfolgreichste Querfeldeinfahrer der Schweiz in den 1970er und 1980er Jahren.

## Sportliche Laufbahn
Albert Zweifel, von Beruf ursprünglich Autoschlosser, war von 1973 Profi bis 1989. 1976 wurde er als erster Schweizer Weltmeister im Querfeldeinrennen, ein Erfolg, den er in den folgenden Jahren vier Mal wiederholen konnte. Bei den Schweizer Radquer-Meisterschaften war er neunmal erfolgreich.
16 Mal startete Zweifel zudem bei der Tour de Suisse und ist damit Teilnahme-Rekordhalter, zusammen mit Martin Elmiger und Michael Albasini. Dabei konnte er sich 14 Mal klassieren. 1975 fuhr er den Giro d’’Italia und belegte Rang 88 der Gesamtwertung, 1981 die Tour de France, die er auf Platz 109 beendete.
Insgesamt gewann Zweifel in seiner Karriere zehn WM-Medaillen und fuhr über 300 Siege ein. Seine stärksten Konkurrenten im Querfeldeinsport waren die belgischen Brüder Roger und Erik De Vlaeminck.
Bei der Tour de Suisse 1976 erlitt Zweifel einen schweren Unfall: Er stürzte nach der Furka-Abfahrt in Gletsch, legte die letzten 40 Kilometer bis ins Ziel blutüberströmt zurück und wurde erst dann ins Krankenhaus nach Brig gebracht. Die Diagnose lautete: komplizierter Schädelbruch. Zweifel selbst kann sich bis heute weder an den Sturz noch an seine folgende Fahrt erinnern.
Im August 2016 wurde Zweifel bei einer Radtour in der Nähe von Hamburg von einem Auto angefahren und schwer verletzt.

## Berufliches
Bis 2014 betrieb Albert Zweifel rund 30 Jahre lang zunächst gemeinsam mit Max Hürzeler eine Fahrradvermietung auf Mallorca. Anschliessend kehrte er zurück in die Schweiz.

## Ehrungen
Zweifel wurde in die Hall of Fame der UCI in der Kategorie Cyclocross berufen.

## Erfolge im Querfeldeinrennen
| 1975 - Weltmeisterschaft 1976 - Weltmeister - Schweizer Meister 1977 - Weltmeister - Schweizer Meister 1978 - Weltmeister 1979 - Weltmeister - Schweizer Meister 1980 - Schweizer Meister | 1981 - Weltmeisterschaft - Schweizer Meister 1982 - Weltmeisterschaft - Schweizer Meister 1983 - Weltmeisterschaft - Schweizer Meister 1984 - Weltmeisterschaft - Schweizer Meister 1985 - Schweizer Meister 1986 - Weltmeister |